# Episodi di The Librarians (serie televisiva 2014) (seconda stagione)
La seconda stagione della serie televisiva The Librarians, composta da 10 episodi, è stata trasmessa negli Stati Uniti dal 1º novembre al 27 dicembre 2015, sul canale TNT.
In Italia la stagione è andata in onda dal 19 gennaio al 16 febbraio 2017, su Paramount Channel.
| nº | Titolo originale                 | Titolo italiano                        | Prima TV USA     | Prima TV Italia  |
| -- | -------------------------------- | -------------------------------------- | ---------------- | ---------------- |
| 1  | And the Drowned Book             | ... e il libro sommerso                | 1º novembre 2015 | 19 gennaio 2017  |
| 2  | And the Broken Staff             | ... e il bastone spezzato              | 1º novembre 2015 | 19 gennaio 2017  |
| 3  | And What Lies Beneath the Stones | ... e quello che giace sotto le pietre | 8 novembre 2015  | 26 gennaio 2017  |
| 4  | And the Cost of Education        | ... e il costo dell'istruzione         | 15 novembre 2015 | 26 gennaio 2017  |
| 5  | And the Hollow Men               | ... e gli uomini vuoti                 | 22 novembre 2015 | 2 febbraio 2017  |
| 6  | And the Infernal Contract        | ... e il contratto infernale           | 29 novembre 2015 | 2 febbraio 2017  |
| 7  | And the Image of Image           | ... e l'immagine dell'immagine         | 6 dicembre 2015  | 9 febbraio 2017  |
| 8  | And the Point of Salvation       | ... e l'area di sicurezza              | 13 dicembre 2015 | 9 febbraio 2017  |
| 9  | And the Happily Ever Afters      | ... e vissero felici e contenti        | 20 dicembre 2015 | 16 febbraio 2017 |
| 10 | And the Final Curtain            | ... e l'ultimo atto                    | 27 dicembre 2015 | 16 febbraio 2017 |

## ... e il libro sommerso
- Titolo originale: And the Drowned Book
- Diretto da: Marc Roskin
- Scritto da: John Rogers e Paul Guyot

### Trama
Dopo la sconfitta di Dulaque, i Bibliotecari hanno deciso di separarsi e di lavorare ognuno per conto proprio. Alcuni mesi dopo vengono incaricati singolarmente di recuperare, per un misterioso cliente, un determinato artefatto magico, a una mostra a New York. Il cliente si scopre però essere Moriarty, un personaggio immaginario uscito dal suo libro, che vuole recuperare questi artefatti per il suo padrone Prospero che intende cambiare il finale del suo libro. Prospero crea così, con la sua servitrice Ariel, un uragano per distruggere la città. I Bibliotecari, collaborando tra di loro, riescono però a risolvere la situazione, costringendo Prospero e Moriarty alla fuga.
- Guest star: Nina Seničar (Isabella).
- Ascolti USA: telespettatori 2.25 milioni[3].

## ... e il bastone spezzato
- Titolo originale: And the Broken Staff
- Diretto da: Marc Roskin
- Scritto da: Alexa Alemanni, Joe Boothe e Holly Moyer

### Trama
Con il libro magico preso in precedenza, Prospero e Moriarty riescono ad avere libero accesso alla Biblioteca, in modo da poter ricavare un nuovo bastone magico dal legno dell'Albero della conoscenza, nascosto all'interno di essa. Per tenere occupati i Bibliotecari, Prospero fa uscire dai rispettivi libri la Regina di cuori e il mostro di Frankenstein. La squadra, una volta sconfitti i due nuovi immaginari, raggiunge Prospero: Flynn, per impedire al mago di creare un nuovo bastone, distrugge, con la folgore di Zeus, l'Albero della conoscenza, mentre Eve riesce a costringere Moriarty alla fuga. Successivamente Flynn ammette di non aver distrutto il vero Albero, ma non è sicuro di cosa abbia realmente polverizzato. Al termine dell'episodio, Jenkins ammette che molti reperti della Biblioteca sono scomparsi e Flynn prende la decisione di lasciare la squadra, per andarli a recuperare.
- Guest star: Michael Gladis (mostro di Frankenstein), Vanessa Vander Pluym (Regina di cuori).
- Ascolti USA: telespettatori 1.95 milioni[3].

## ... e quello che giace sotto le pietre
- Titolo originale: And What Lies Beneath the Stones
- Diretto da: Marc Roskin
- Scritto da: Alexa Alemanni e Joe Boothe

### Trama
In Oklahoma la compagnia petrolifera del padre di Jacob, Isaac Stone, durante i lavori per un nuovo pozzo, libera un antico spirito mutaforma che si nutre di bugie e inganni, rinchiuso per secoli in uno sito sacro dei Choctaw. I Bibliotecari giungono così sul posto per risolvere il problema, fingendosi un gruppo di archeologi guidato da Ezekiel, in modo da non far capire a Isaac il vero interesse del figlio per la storia e l'arte. I Bibliotecari riusciranno a rinchiudere lo spirito solo dopo che ciascuno di loro, non celando più nulla su se stesso, inizia a rivelare varie verità personali. Al termine dell'episodio, Isaac prende la decisione di non continuare i lavori, mentre Jacob decide di non utilizzare più degli pseudonimi per scrivere i suoi libri.
- Guest star: Jeff Fahey (Isaac Stone).
- Ascolti USA: telespettatori 1.95 milioni[4].

## ... e il costo dell'istruzione
- Titolo originale: And the Cost of Education
- Diretto da: Courtney Rowe
- Scritto da: Kate Rorick

### Trama
Il caso di una persona scomparsa porta Eve e i Bibliotecari alla Wexler University, fondata nel diciannovesimo secolo da un occultista e ispirazione della Miskatonic University di Lovecraft. Qui la squadra incontra Lucy, una studentessa che conduce esperimenti per dimostrare che la magia esiste realmente. La ragazza spiega al gruppo che non vi è stata solo una sparizione del campus, ma, nel corso degli anni, sono sparite molte altre persone, senza che ci sia stata alcuna indagine. Durante le nuove indagini, Jacob entra in discussione con il professor Roger Bancroft che, dopo aver fatto vanto del suo ego, viene rapito da un tentacolo gigante e portato in un'altra dimensione. Il team scopre così che il mostro, causa delle sparizioni, è stato richiamato da un esperimento di Lucy che, non appena inizia a vantarsi delle sue abilità, viene anch'ella rapita. I Bibliotecari capiscono come fermare la bestia che si nutre di hybris, ma prima Cassandra decide di entrare nel portale per salvare Lucy, mentre Jacob ed Ezekiel tengono occupato il mostro. Cassandra riesce nell'intento, ma, prima di tornare nel suo mondo, viene contattata dalla Dama del Lago che le propone di unirsi al suo gruppo di donne che comprendono i costrutti scientifici della magia: tuttavia la ragazza declina l'offerta. Infine Lucy decide di continuare i suoi studi, mentre Jenkins e Cassandra discutono sull'utilizzo della magia da parte dell'umanità.
- Guest star: Kasha Kropinski (Lucy Lyons), Robert Pescovitz (Roger Bancroft).
- Ascolti USA: telespettatori 1.89 milioni[5].

## ... e gli uomini vuoti
- Titolo originale: And the Hollow Men
- Diretto da: Noah Wyle
- Scritto da: Geoffrey Thorne

### Trama
Durante una missione per recuperare l'occhio di Zarathustra, la squadra incontra Flynn, giusto un attimo prima che l'uomo venga rapito da uno sconosciuto, dopo aver addormentato il resto del team. Flynn si risveglia così in casa di Ray, un viaggiatore che ha bisogno di lui per recuperare la memoria persa. I Bibliotecari riescono a rintracciare Flynn, ma arrivano troppo tardi, giusto in tempo per incontrare Moriarty e i suoi scagnozzi. Dopo aver affrontato questi ultimi, Eve decide di fare una tregua e di collaborare con Moriarty, per ritrovare il Bibliotecario rapito. Flynn intanto si rende conto che Ray è l'anima della Biblioteca e prende la decisione di aiutarlo a ritrovare il bastone di Zarathustra, attraverso l'utilizzo dell'omonimo occhio. I due finiscono così in un tempio sumero in Pennsylvania, dove trovano il bastone, e Ray decide di prenderlo in mano, ma, a causa del troppo potere emanato, è costretto a chiedere l'aiuto di Moriarty, appena giunto al seguito di Eve. Ray riesce così a recuperare la memoria e a ritornare al suo posto nella Biblioteca. Infine Flynn, dopo aver salutato l'amico, decide di lasciare nuovamente il team, per riprendere la caccia agli artefatti magici, prima che li trovi Prospero, con grande disappunto di Eve.
- Guest star: Drew Powell (Ray/anima della Biblioteca).
- Ascolti USA: telespettatori 2.10 milioni[6].

## ... e il contratto infernale
- Titolo originale: And the Infernal Contract
- Diretto da: Jonathan Frakes
- Scritto da: Paul Guyot e Holly Moyer

### Trama
Come favore personale al suo amico e compagno d'armi, Sam Denning, Eve si reca in una cittadina del New Hampshire, per indagare sulla scomparsa di una stagista, membro del comitato elettorale dell'uomo. Dopo l'arrivo anche dei Bibliotecari, il gruppo comprende che dietro alla sparizione vi è un qualcosa di sovrannaturale. Indagando più a fondo, scoprono che Jefferson Keating, l'avversario per il ruolo di sindaco di Sam, che proviene da una prominente famiglia del paese, ha stretto un contratto con Mefistofele, il quale per anni ha causato terribili disastri in città, per incrementare il potere e l'influenza della famiglia Keating. Eve e i Bibliotecari riescono successivamente a rubare il contratto a Jefferson, ma Sam decide si rubarlo loro per poter stringere lui stesso un patto con il diavolo e diventare un eroe. La squadra deve così intervenire per evitare il peggio: mentre Eve cerca di convincere Sam a lasciarle il contratto, i Bibliotecari tentano di prevenire un pericoloso incidente. I Bibliotecari, ormai sul punto di morire per evitare ciò, verranno salvati da Jenkins che, essendo immortale, è immune dagli effetti del contratto. Eve intanto, dopo che un pentito Sam le riconsegna il contratto, decide di diventarne la beneficiaria e desidera che Mefistofele diventi un mortale: Mefistofele perde così tutti i suoi poteri magici e la città è finalmente salva.
- Guest star: Michael Trucco (Sam Denning), John de Lancie (Mefistofele).
- Ascolti USA: telespettatori 2.02 milioni[7].

## ... e l'immagine dell'immagine
- Titolo originale: And the Image of Image
- Diretto da: Emile Levisetti
- Scritto da: Paul Guyot

### Trama
Eve e i Bibliotecari, seguiti poi da Jenkins, si recano in un famoso nightclub di Londra, dove sono accaduti numerosi eventi misteriosi. Scoprono così che il proprietario del club è Dorian Gray, il quale assorbe le energie vitali dai ragazzi nel club e trasferisce loro tutti i suoi eccessi e problemi. Jenkins rivela che Dorian non è un immaginario come Prospero, ma Oscar Wilde scrisse il suo libro come monito all'umanità. Dopo che Jacob ed Ezekiel distruggono il quadro che inizialmente pensavano fosse la fonte dei suoi poteri, Eve scopre la vera origine dei suoi poteri: un collage delle foto dei ragazzi del club, tra cui Cassandra, che forma un suo ritratto. Ezekiel sostituisce così la sua immagine con una del Colonnello Baird, composta da foto di Dorian: Eve, divenuta per un attimo immortale, si lancia per questo dal palazzo, causando la morte di Dorian.
- Guest star: Luke Cook (Dorian Gray).
- Ascolti USA: telespettatori 2.24 milioni[8].

## ... e l'area di sicurezza
- Titolo originale: And the Point of Salvation
- Diretto da: Jonathan Frakes
- Scritto da: Jeremy Bernstein

### Trama
Il malfunzionamento di un computer quantistico della DARPA, alimentato da una roccia magica di Atlantide, provoca strani effetti al continuum spazio-temporale. I Bibliotecari rimangono così intrappolati in una sorta di videogioco di zombie, dove ripetono in continuazione le stesse azioni, ogni volta che qualcuno di loro muore. L'unico che ricorda qualcosa dei vari avvenimenti accaduti e delle morti dei suoi compagni nel loop temporale è Ezekiel, il quale capisce di essere l'eroe del videogioco. Il suo scopo è infatti quello di riuscire a portare tutti i suoi compagni al termine del percorso, ma per riuscirci dovrà fare numerosi tentativi e infine sacrificare se stesso. Successivamente, una volta usciti dal videogioco, Eve, Cassandra e Jacob riusciranno a resuscitare Ezekiel e a riportare tutto alla normalità. Al termine dell'episodio Jenkins scopre da Puck che Prospero agirà adesso.
- Ascolti USA: telespettatori 2.21 milioni[9].

## ... e vissero felici e contenti
- Titolo originale: And the Happily Ever Afters
- Diretto da: Rod Hardy
- Scritto da: Geoffrey Thorne e Jeremy Bernstein

### Trama
Flynn torna alla Biblioteca per aiutare i suoi amici, ma scopre che, oltre a lui, c'è solamente Jenkins, il quale non ricorda di aver mai conosciuto altri Bibliotecari. Usando il libro dei ritagli, Flynn si trasporta così nella loro ultima destinazione conosciuta: una piccola cittadina su un'isola nello stretto di Puget. Qui trova i suoi amici, i quali stanno vivendo una vita alternativa: Eve è lo sceriffo, fidanzata del sindaco Moriarty, Jacob è un rispettato professore e archeologo, Ezekiel è un agente dell'FBI, mentre Cassandra è una ex astronauta e personaggio televisivo. Flynn cerca di convincere tutti loro che il mondo nel quale vivono è solamente una fantasia, ma si rifiutano di credergli. Allora, con l'aiuto di Jenkins, Flynn cattura Ariel (ora in forma umana), per farsi aiutare a risolvere la situazione, promettendole in cambio la libertà da Prospero. Flynn riesce così a convincere i suoi amici a rigettare le false promesse di Prospero e ad accettare le loro vere vite. Una volta tornati a Portland, Eve capisce che anche Flynn è sotto il controllo di Prospero e lo libera, distruggendo il suo orologio da taschino, liberando così anche Ariel. Infine Jenkins rivela ai Bibliotecari che, nelle ultime tre settimane, Prospero ha sovraccaricato le linee temporali, con il suo bastone magico, e che la fine del mondo è ormai vicina.
- Guest star: Hayley McLaughlin (Ariel).
- Ascolti USA: telespettatori 1.94 milioni[10].

## ... e l'ultimo atto
- Titolo originale: And the Final Curtain
- Diretto da: Marc Roskin
- Scritto da: John Rogers e Paul Guyot

### Trama
Con il suo nuovo potere, Prospero inizia una drastica inversione della storia dell'umanità, eliminando l'elettricità e trasformando le città in foreste. Utilizzando un'instabile macchina del tempo, Flynn ed Eve vengono perciò inviati nella Wilton House del 1611, mentre gli altri membri della squadra cercano indizi nella stessa casa nel presente. Dopo aver impedito a Moriarty (spedito nel passato da Prospero) di uccidere Shakespeare, il duo scopre che al posto de La tempesta, Shakespeare sta scrivendo, con una penna magica fatta con il legno dell'Albero della conoscenza, un nuovo libro, dal titolo Il trionfo di Prospero. Durante una lettura pubblica di questa sua nuova opera, Shakespeare viene posseduto dal suo personaggio Prospero, il quale intende utilizzare la magia della penna, ora diventata il suo bastone, per conquistare il mondo. Eve e Flynn utilizzano per questo una rediviva Excalibur, data loro dalla Dama del Lago, per distruggere definitivamente lo scettro di Prospero. Intanto nel presente i Bibliotecari e Jenkins, utilizzando gli oggetti lasciati loro da Flynn nel passato, riescono a esorcizzare Prospero e a liberare il suo autore dalla sua possessione. Si apre così un varco temporale che permette a Shakespeare di tornare nella sua epoca, ma non a Eve e Flynn di tornare nel presente. I due si faranno perciò trasformare in una statua dalla penna magica di Shakespeare e verranno liberati solamente quattrocento anni dopo, nel presente, da Jenkins e i Bibliotecari.
- Guest star: David Ury (William Shakespeare).
- Ascolti USA: telespettatori 2.24 milioni[11].